# وليام ليس
وليام ليس (بالإنجليزية:  William Leiss)‏ (مواليد 1939) كان رئيسًا للجمعية الملكية لكندا من 1999 إلى 2001.

## حياته العلمية
ولد في لونغ آيلاند، نيويورك في نهاية عام 1939، نشأ في ريف بنسيلفانيا. بدأ تعليمه الجامعي في نيوجيرسي، في جامعة فيرلي ديكنسون، وتخرج في عام 1956 بدرجة بكالوريوس بامتياز مع مرتبة الشرف (تخصص في التاريخ والمحاسبة)؛ ثم في ماساتشوستس، مع ماجستير في جامعة برانديز (1963)؛ وأخيرًا في جولا، كاليفورنيا، بدرجة دكتوراه. وفي الفلسفة من جامعة كاليفورنيا في سان دييغو (1969).

## حياته المهنية
بدأ دكتور ليس حياته المهنية الأكاديمية في قسم العلوم السياسية في جامعة ريجينا، قبل أن ينتقل في عام 1973 إلى مرحلتين مع كلية الدراسات البيئية في جامعة يورك (أيضًا العلوم السياسية وبرنامج الدراسات العليا في الفكر الاجتماعي والسياسي هناك)، ثم في قسم علم الاجتماع بجامعة تورنتو ؛ ثم في عام 1980 في كلية الاتصالات في جامعة سيمون فريزر، حيث شغل منصب رئيس قسم لمدة ست سنوات ثم نائب رئيس الأبحاث.
دخل البحوث البيئية لمدة خمس سنوات، وبتمويل خارجي بكلية الدراسات السياسية، جامعة كوينز، في عام 1994، ثم كان في كلية الدراسات الإدارية في جامعة كالغاري حيث أجرى بحثًا لمدة خمس سنوات ممول في إطار برنامج إدارة التغيير التكنولوجي بدعم المجالس المانحة.
وهو الآن في جامعة أوتاوا، في مركز سامويل لاولين كعالم وأستاذ مساعد.